# Vuelta a Guatemala 2024
La Vuelta a Guatemala 2024, sessantatreesima edizione della corsa, valevole come prova dell'UCI America Tour 2025, si svolse in dieci tappe dal 25 ottobre al 3 novembre 2024 per un totale di 1170,2 km con partenza da Santa Catarina e arrivo a Vieja. La vittoria fu appannaggio del colombiano Robinson López, che completò il percorso in 29h52'19", davanti al guatemalteco Mardoqueo Vásquez e al colombiano David González.

## Tappe
| Tappa  | Data       | Percorso                                                 | km     | Vincitore di tappa | Leader cl. generale |
| ------ | ---------- | -------------------------------------------------------- | ------ | ------------------ | ------------------- |
| 1ª     | 25 ottobre | Santa Catarina > Jutiapa                                 | 157,6  | David González     | David González      |
| 2ª     | 26 ottobre | Jutiapa > Fraijanes                                      | 107    | Robinson López     | David González      |
| 3ª     | 27 ottobre | Vieja > Santa Lucía                                      | 113,5  | Byron Guamá        | David González      |
| 4ª     | 28 ottobre | Mazatenango > Coatepeque                                 | 118    | Cormac McGeough    | David González      |
| 5ª     | 29 ottobre | Ocós > San Francisco el Alto                             | 156,8  | Jhonatan Chaves    | David González      |
| 6ª     | 30 ottobre | Totonicapán > María Tecún                                | 120    | Andrés Ardila      | David González      |
| 7ª     | 31 ottobre | San Juan La Laguna > Chimaltenango                       | 131    | Jhonatan Chaves    | Robinson López      |
| 8ª     | 1 novembre | Città del Guatemala > Città del Guatemala                | 121,3  | Sebastián Brenes   | Robinson López      |
| 9ª     | 2 novembre | Villa Canales > Santa Elena Barillas (cron. individuale) | 15     | Javier Jamaica     | Robinson López      |
| 10ª    | 3 novembre | San Lucas Sacatepéquez > Ciudad Vieja                    | 130    | Alejandro Osorio   | Robinson López      |
| Totale | Totale     | Totale                                                   | 1170,2 |                    |                     |

## Squadre e corridori partecipanti
Alla competizione hanno preso parte 19 squadre: 7 squadre con licenza Continental, 8 squadre locali, 2 selezioni regionali e 1 selezione nazionale, per un totale di 111 ciclisti iscritti.
| N.    | Cod. | Squadra                                         |
| ----- | ---- | ----------------------------------------------- |
| 1-6   | -    | Decorabaños-AC Quetzaltenango                   |
| 11-16 | BES  | Best PC                                         |
| 21-26 | -    | Muni Fraijanes                                  |
| 31-36 | CAJ  | Canel's-Java                                    |
| 41-46 | -    | Hino-One-La red-Suzuki                          |
| 51-56 | GES  | GW Erco Shimano                                 |
| 61-66 | -    | Asociación de Quetzaltenango-Ceramicas Castelli |
| 71-76 | TNC  | Nu Colombia                                     |
| 81-86 | -    | Asociación de Chimaltenango-Pollería Carmencita |
| 91-96 | PCV  | Panamá es Cultura y Valores                     |

| N.      | Cod. | Squadra                                 |
| ------- | ---- | --------------------------------------- |
| 101-105 | -    | Redhook Guatemala                       |
| 111-116 | MED  | Team Medellín                           |
| 121-126 | -    | Copeba Muebles Madeça Muni Toto         |
| 131-135 | -    | Messico                                 |
| 142-146 | -    | Asociación Quiché                       |
| 151-156 | EOP  | Orgullo Paisa                           |
| 161-166 | -    | Eca Electricidad                        |
| 171-176 | -    | Colono Bikestation Kölbi                |
| 181-186 | -    | Asociación de San Marcos-Acredicom R.L. |

## Dettagli delle tappe

### 1ª tappa
- 25 ottobre: Santa Catarina > Jutiapa – 157,7 km

Risultati
| Pos. | Corridore        | Squadra        | Tempo    |
| ---- | ---------------- | -------------- | -------- |
| 1    | David González   | Team Medellín  | 3h55'23" |
| 2    | Efrén Santos     | Canel's        | a 2'09"  |
| 3    | Cristian Cubides | Muni Fraijanes | a 2'17"  |

| Pos. | Corridore        | Squadra        | Tempo    |
| ---- | ---------------- | -------------- | -------- |
| 1    | David González   | Team Medellín  | 3h55'07" |
| 2    | Efrén Santos     | Canel's        | a 2'09"  |
| 3    | Cristian Cubides | Muni Fraijanes | a 2'17"  |

### 2ª tappa
- 26 ottobre: Jutiapa > Fraijanes – 107 km

Risultati
| Pos. | Corridore         | Squadra | Tempo    |
| ---- | ----------------- | ------- | -------- |
| 1    | Robinson López    | GW Erco | 3h03'35" |
| 2    | Mardoqueo Vásquez | Hino    | a 2"     |
| 3    | Brayan Obando     | Best PC | a 23"    |

| Pos. | Corridore         | Squadra       | Tempo    |
| ---- | ----------------- | ------------- | -------- |
| 1    | David González    | Team Medellín | 6h59'35" |
| 2    | Robinson López    | GW Erco       | a 1'33"  |
| 3    | Mardoqueo Vásquez | Hino          | a 1'44"  |

### 3ª tappa
- 27 ottobre: Vieja > Santa Lucía – 113,5 km

Risultati
| Pos. | Corridore              | Squadra | Tempo    |
| ---- | ---------------------- | ------- | -------- |
| 1    | Byron Guamá            | Best PC | 2h55'22" |
| 2    | Daniel Bonilla         | Colono  | s.t.     |
| 3    | Eli Alejandro Sisimith | RedHook | a 9"     |

| Pos. | Corridore         | Squadra       | Tempo    |
| ---- | ----------------- | ------------- | -------- |
| 1    | David González    | Team Medellín | 9h56'20" |
| 2    | Robinson López    | GW Erco       | a 1'33"  |
| 3    | Mardoqueo Vásquez | Hino          | a 1'44"  |

### 4ª tappa
- 28 ottobre: Mazatenango > Coatepeque – 118 km

Risultati
| Pos. | Corridore       | Squadra     | Tempo    |
| ---- | --------------- | ----------- | -------- |
| 1    | Cormac McGeough | Canel's     | 2h47'07" |
| 2    | Jhonatan Chaves | Nu Colombia | a 47"    |
| 3    | Donovan Ramírez | Colono      | s.t.     |

| Pos. | Corridore         | Squadra       | Tempo     |
| ---- | ----------------- | ------------- | --------- |
| 1    | David González    | Team Medellín | 12h49'09" |
| 2    | Robinson López    | GW Erco       | a 1'33"   |
| 3    | Mardoqueo Vásquez | Hino          | a 1'44"   |

### 5ª tappa
- 29 ottobre: Ocós > San Francisco el Alto – 156,8 km

Risultati
| Pos. | Corridore         | Squadra     | Tempo    |
| ---- | ----------------- | ----------- | -------- |
| 1    | Jhonatan Chaves   | Nu Colombia | 4h37'51" |
| 2    | Robinson López    | GW Erco     | a 14"    |
| 3    | Mardoqueo Vásquez | Hino        | a 15"    |

| Pos. | Corridore         | Squadra       | Tempo     |
| ---- | ----------------- | ------------- | --------- |
| 1    | David González    | Team Medellín | 17h27'32" |
| 2    | Robinson López    | GW Erco       | a 1'09"   |
| 3    | Mardoqueo Vásquez | Hino          | a 1'23"   |

### 6ª tappa
- 30 ottobre: Totonicapán > María Tecún – 120 km

Risultati
| Pos. | Corridore       | Squadra     | Tempo    |
| ---- | --------------- | ----------- | -------- |
| 1    | Andrés Ardila   | Nu Colombia | 2h49'04" |
| 2    | Jhonatan Chaves | Nu Colombia | s.t.     |
| 3    | Brayan Obando   | Best PC     | a 16"    |

| Pos. | Corridore         | Squadra       | Tempo     |
| ---- | ----------------- | ------------- | --------- |
| 1    | David González    | Team Medellín | 20h18'59" |
| 2    | Robinson López    | GW Erco       | a 1'12"   |
| 3    | Mardoqueo Vásquez | Hino          | a 1'41"   |

### 7ª tappa
- 31 ottobre: San Juan La Laguna > Chimaltenango – Cronometro individuale – 131 km

Risultati
| Pos. | Corridore       | Squadra     | Tempo    |
| ---- | --------------- | ----------- | -------- |
| 1    | Jhonatan Chaves | Nu Colombia | 3h28'03" |
| 2    | Brayan Obando   | Best PC     | s.t.     |
| 3    | Robinson López  | GW Erco     | a 34"    |

| Pos. | Corridore         | Squadra       | Tempo     |
| ---- | ----------------- | ------------- | --------- |
| 1    | Robinson López    | GW Erco       | 23h48'39" |
| 2    | Mardoqueo Vásquez | Hino          | a 35"     |
| 3    | David González    | Team Medellín | a 3'39"   |

### 8ª tappa
- 1 novembre: Città del Guatemala > Città del Guatemala – 121,3 km

Risultati
| Pos. | Corridore         | Squadra | Tempo    |
| ---- | ----------------- | ------- | -------- |
| 1    | Sebastián Brenes  | Canel's | 2h42'04" |
| 2    | Pablo Mudarra     | Colono  | s.t.     |
| 3    | Christofer Jurado | Panamá  | s.t.     |

| Pos. | Corridore         | Squadra       | Tempo     |
| ---- | ----------------- | ------------- | --------- |
| 1    | Robinson López    | GW Erco       | 26h30'43" |
| 2    | Mardoqueo Vásquez | Hino          | a 35"     |
| 3    | David González    | Team Medellín | a 3'39"   |

### 9ª tappa
- 2 novembre: Villa Canales > Santa Elena Barillas – Cronometro individuale – 15 km

Risultati
| Pos. | Corridore         | Squadra       | Tempo  |
| ---- | ----------------- | ------------- | ------ |
| 1    | Javier Jamaica    | Team Medellín | 27'53" |
| 2    | Robinson López    | GW Erco       | a 9"   |
| 3    | Mardoqueo Vásquez | Hino          | a 38"  |

| Pos. | Corridore         | Squadra       | Tempo     |
| ---- | ----------------- | ------------- | --------- |
| 1    | Robinson López    | GW Erco       | 26h58'45" |
| 2    | Mardoqueo Vásquez | Hino          | a 1'04"   |
| 3    | David González    | Team Medellín | a 4'34"   |

### 10ª tappa
- 14 maggio: Pompei > Cusano Mutri (Bocca della Selva) – 142 km

Risultati
| Pos. | Corridore        | Squadra     | Tempo    |
| ---- | ---------------- | ----------- | -------- |
| 1    | Alejandro Osorio | GW Erco     | 2h53'23" |
| 2    | Jhonatan Chaves  | Nu Colombia | a 11"    |
| 3    | Richard Huera    | Best PC     | s.t.     |

| Pos. | Corridore         | Squadra       | Tempo     |
| ---- | ----------------- | ------------- | --------- |
| 1    | Robinson López    | GW Erco       | 29h52'19" |
| 2    | Mardoqueo Vásquez | Hino          | a 1'04"   |
| 3    | David González    | Team Medellín | a 4'39"   |

## Evoluzione delle classifiche
| Tappa              | Vincitore          | Classifica generale Maglia gialla | Classifica a punti Maglia verde | Classifica scalatori Maglia a pois | Classifica giovani Maglia bianca | Classifica a squadre Numero |
| ------------------ | ------------------ | --------------------------------- | ------------------------------- | ---------------------------------- | -------------------------------- | --------------------------- |
| 1ª                 | David González     | David González                    | David González                  | Aldemar Reyes                      | David González                   | Team Medellín-EPM           |
| 2ª                 | Robinson López     | David González                    | David González                  | Aldemar Reyes                      | David González                   | Team Medellín-EPM           |
| 3ª                 | Byron Guamá        | David González                    | David González                  | Daniel Bonilla                     | David González                   | Team Medellín-EPM           |
| 4ª                 | Cormac McGeough    | David González                    | David González                  | Daniel Bonilla                     | David González                   | Team Medellín-EPM           |
| 5ª                 | Jhonatan Chaves    | David González                    | David González                  | Daniel Bonilla                     | David González                   | Team Medellín-EPM           |
| 6ª                 | Andrés Ardila      | David González                    | David González                  | Jhonatan Chaves                    | David González                   | Team Medellín-EPM           |
| 7ª                 | Jhonatan Chaves    | Robinson López                    | Jhonatan Chaves                 | Jhonatan Chaves                    | David González                   | Team Medellín-EPM           |
| 8ª                 | Sebastián Brenes   | Robinson López                    | Jhonatan Chaves                 | Jhonatan Chaves                    | David González                   | Team Medellín-EPM           |
| 9ª                 | Javier Jamaica     | Robinson López                    | Jhonatan Chaves                 | Jhonatan Chaves                    | David González                   | Team Medellín-EPM           |
| 10ª                | Alejandro Osorio   | Robinson López                    | Jhonatan Chaves                 | Jhonatan Chaves                    | David González                   | Team Medellín-EPM           |
| Classifiche finali | Classifiche finali | Robinson López                    | Jhonatan Chaves                 | Jhonatan Chaves                    | David González                   | Team Medellín-EPM           |

Maglie indossate da altri ciclisti in caso di due o più maglie vinte
- Nella 2ª tappa Efrén Santos ha indossato la maglia verde al posto di David González.
- Nella 2ª tappa e dalla 4ª alla 7ª tappa Eli Alejandro Sisimith ha indossato la maglia bianca al posto di David González.
- Nella 3ª tappa e dalla 6ª alla 7ª tappa Robinson López ha indossato la maglia verde al posto di David González.
- Nella 3ª tappa Gabriel Ulcuango ha indossato la maglia bainca al posto di David González.
- Nella 4ª tappa Byron Guamá ha indossato la maglia verde al posto di David González.
- Nella 5ª tappa Aldemar Reyes ha indossato la maglia verde al posto di David González.
- Dall'8ª alla 10ª tappa Andrés Ardila ha indossato la maglia a pois al posto di Jhonatan Chaves.

## Classifiche finali

### Classifica generale - Maglia gialla
| Pos. | Corridore           | Squadra       | Tempo     |
| ---- | ------------------- | ------------- | --------- |
| 1    | Robinson López      | GW Erco       | 29h52'19" |
| 2    | Mardoqueo Vásquez   | Hino          | a 1'04"   |
| 3    | David González      | Team Medellín | a 4'49"   |
| 4    | Bryan Obando        | Best PC       | a 6'39"   |
| 5    | Javier Jamaica      | Team Medellín | a 7'37"   |
| 6    | Aldemar Reyes       | Team Medellín | a 8'34"   |
| 7    | Alexander Gil       | Orgullo Paisa | a 10'18"  |
| 8    | Nicolás Paredes     | Hino          | a 13'02"  |
| 9    | Victor Alfonso Tuiz | Hino          | a 19'30"  |
| 10   | Gerson Toc          | Decorabaños   | a 19'57"  |

### Classifica a punti - Maglia verde
| Pos. | Corridore         | Squadra       | Punti |
| ---- | ----------------- | ------------- | ----- |
| 1    | Jhonatan Chaves   | Nu Colombia   | 125   |
| 2    | Robinson López    | GW Erco       | 103   |
| 3    | Aldemar Reyes     | Team Medellín | 86    |
| 4    | Mardoqueo Vásquez | Hino          | 77    |
| 5    | Bryan Obando      | Best PC       | 75    |

### Classifica scalatori - Maglia a pois
| Pos. | Corridore         | Squadra     | Punti |
| ---- | ----------------- | ----------- | ----- |
| 1    | Jhonatan Chaves   | Nu Colombia | 54    |
| 2    | Robinson López    | GW Erco     | 49    |
| 3    | Andrés Ardila     | Nu Colombia | 38    |
| 4    | Daniel Bonilla    | Colono      | 30    |
| 5    | Mardoqueo Vásquez | Hino        | 26    |

### Classifica giovani - Maglia bianca
| Pos. | Corridore              | Squadra       | Tempo      |
| ---- | ---------------------- | ------------- | ---------- |
| 1    | David González         | Team Medellín | 29h57'08"  |
| 2    | Eli Alejandro Sisimith | RedHook       | a 30'59"   |
| 3    | Gabriel Ulcuango       | Best PC       | a 43'49"   |
| 4    | Adonias Panjoj         | Eca           | a 48'52"   |
| 5    | Melvin Torres          | Muni          | a 1h24'27" |

### Classifica a squadre
| Pos. | Squadra                                         | Tempo      |
| ---- | ----------------------------------------------- | ---------- |
| 1    | Team Medellín-EPM                               | 89h58'00"  |
| 2    | Hino-One-La red-Suzuki                          | a 10'49"   |
| 3    | Nu Colombia                                     | a 36'12"   |
| 4    | Best PC                                         | a 54'48"   |
| 5    | Asociacion de Quetzaltenango-Ceramicas Castelli | a 1h48'43" |